# Moesala
De Moesala (Bulgaars: Мусала) is de hoogste berg van Bulgarije en zelfs van het gehele Balkanschiereiland. De berg is 2925 meter hoog en ligt niet ver van Sofia in het Rilagebergte. 
De naam is afgeleid van Mus Allah (de berg van God) en stamt uit de tijd dat Bulgarije bij het Ottomaanse Rijk hoorde. Op de Moesala bevindt zich een rijke flora en fauna: het is een van de plekken in Europa waar de rotskruiper veel voorkomt.
De rivieren de Iskar, de Maritsa en de Mesta vinden hun oorsprong op of nabij deze berg.